# Bristol
Bristol (/ˈbrɪstəl/) là một thành phố, và hạt nghi lễ ở Tây Nam Anh, 105 dặm (169 km) phía tây thủ đô Luân Đôn. Với dân số khoảng 463.400 người, Bristol là thành phố lớn thứ sáu ở Anh và là thành phố đông dân thứ 9 của Vương quốc Liên hiệp Anh và Bắc Ireland, cũng là một trong những thành phố cốt lõi của Anh và là thành phố đông dân nhất ở miền Tây Nam nước Anh. Dân số vùng đô thị là 724.000 người, lớn thứ 8 ở Anh. Thành phố giáp Bắc Somerset và Nam Gloucestershire, với các thành phố Bath và Gloucester ở phía đông nam và đông bắc, tương ứng. Vùng Nam Wales nằm trên cửa sông Severn. Thành phố có một bờ biển ngắn bên cửa sông Severn, một con sông chảy vào eo biển Bristol. Dòng sông Avon chảy quanh nối Bristol và thành phố lân cận Bath.
Các pháo đài trên đồi thời đại đồ sắt và biệt thự kiểu La Mã được xây dựng gần ngã ba sông Frome và Avon, và vào khoảng đầu thế kỷ 11, khu định cư được gọi là Brycgstow (tiếng Anh cổ là "khu vực cây cầu"). Bristol đã nhận được một hiến chương hoàng gia năm 1155 và được ban cho tư cách hạt năm 1373. Từ thế kỷ 13 đến thế kỷ 18, Bristol là một trong ba thành phố hàng đầu của Anh sau Luân Đôn về biên lai thuế. Bristol đã bị vượt qua bởi sự trỗi dậy nhanh chóng của Birmingham, Manchester và Liverpool trong cuộc Cách mạng Công nghiệp cuối thế kỷ 18.
Bristol là nơi khởi đầu cho những chuyến đi thám hiểm sớm đến Tân Thế giới. Trên một con tàu ra khỏi Bristol vào năm 1497, John Cabot, người Venezia, đã trở thành người châu Âu đầu tiên kể từ khi người Viking đặt chân trên lục địa Bắc Mỹ. Năm 1499, William Weston, một thương gia người Bristol, là người Anh đầu tiên dẫn đầu một cuộc thám hiểm đến Bắc Mỹ. Vào thời kỳ đỉnh cao của buôn bán nô lệ ở Bristol, từ năm 1700 đến 1807, hơn 2.000 tàu nô lệ đã chở khoảng 500.000 người từ châu Phi đến làm nô lệ ở châu Mỹ. Cảng Bristol đã chuyển từ hải cảng Bristol ở trung tâm thành phố đến Cửa sông Severn tại Avonmouth và Royal Portbury Dock.
Bristol là một trong những trung tâm văn hóa, việc làm và giáo dục của khu vực. Nền kinh tế hiện đại của Bristol được xây dựng trên các phương tiện truyền thông sáng tạo, ngành công nghiệp điện tử và hàng không vũ trụ, và bến cảng trung tâm thành phố đã được tái phát triển thành trung tâm di sản và văn hóa. Thành phố này có đồng tiền lưu hành cộng đồng lớn nhất tại Vương quốc Anh, đồng bảng Anh, được chốt bằng đồng Bảng Anh. Thành phố có hai trường đại học, Đại học Bristol và Đại học West of England, và một loạt các tổ chức và địa điểm nghệ thuật và thể thao bao gồm Học viện Hoàng gia Anh, Arnolfini, Đảo Spike, Cổng Ashton và Sân vận động Tưởng niệm. Nó được kết nối với Luân Đôn và các thành phố lớn khác của Vương quốc Anh bằng đường bộ và đường sắt, và với thế giới bằng đường biển và đường hàng không: đường bộ, bằng M5 và M4 (kết nối với trung tâm thành phố bằng Portway và M32); đường sắt, thông qua các nhà ga đường sắt chính của Temple Temple và Bristol Parkway; và sân bay Bristol.
Là một trong những điểm du lịch nổi tiếng nhất của Vương quốc Anh, Bristol được chọn vào năm 2009 là một trong mười thành phố du lịch hàng đầu thế giới bởi nhà xuất bản du lịch quốc tế Dorling Kindersley trong loạt chuỗi hướng dẫn du lịch Eyewitness của họ. Thời báo Chủ nhật gọi đây là thành phố đáng sống nhất ở Anh vào năm 2014 và 2017, và Bristol cũng đã giành giải thưởng Thủ đô xanh châu Âu của EU năm 2015.

## Khí hậu
Thành phố có khí hậu đại dương (Köppen: Cfb), ôn hòa hơn hầu hết các nơi ở Anh và Vương quốc Liên hiệp Anh và Bắc Ireland. Nằm ở miền nam nước Anh, Bristol là một trong những thành phố ấm nhất ở Anh với nhiệt độ trung bình hàng năm khoảng 10,5 °C (50,9 °F). Đây là một trong những nơi nắng nhất, với 1.541-1.885 giờ nắng mỗi năm. Mặc dù thành phố được bảo vệ một phần bởi đồi Mendip, nhưng nó được tiếp xúc với Cửa sông Severn và eo biển Bristol. Lượng mưa hàng năm tăng dần từ Bắc xuống Nam, với tổng số phía bắc của Avon trong phạm vi 600–900 mm (24–35 in) và 900-1,200 mm (35-47) ở phía nam con sông. Mưa phân bố khá đều trong suốt cả năm, với mùa thu và mùa đông là những mùa ẩm ướt hơn. Đại Tây Dương ảnh hưởng đến thời tiết của Bristol, giữ nhiệt độ trung bình trên mức đóng băng trong suốt cả năm, nhưng sương giá mùa đông xảy ra thường xuyên và tuyết thỉnh thoảng rơi từ đầu tháng 11 đến cuối tháng tư. Mùa hè ấm áp và khô hơn, với ánh nắng mặt trời, mưa và mây thay đổi, và thời tiết mùa xuân không ổn định.
Các trạm thời tiết khu vực gần Bristol mà dữ liệu khí hậu dài hạn có sẵn là Long Ashton (khoảng 5 dặm (8 km) về phía tây nam của trung tâm thành phố) và Trạm Thời tiết Bristol ở trung tâm thành phố. Việc thu thập dữ liệu tại các địa điểm này lần lượt kết thúc vào năm 2002 và 2001 và Sân bay Filton hiện là trạm thời tiết gần nhất với thành phố. Nhiệt độ tại Long Ashton từ 1959 đến 2002 dao động từ 33,5 °C (92,3 °F) vào tháng 7 năm 1976 đến -14,4 °C (6,1 °F) vào tháng 1 năm 1982. Nhiệt độ cao hàng tháng kể từ năm 2002 tại Filton vượt quá nhiệt độ được ghi nhận tại Long Ashton bao gồm 25,7 °C (78,3 °F) vào tháng 4 năm 2003, 34,5 °C (94,1 °F) vào tháng 7 năm 2006 và 26,8 °C (80,2 °F) vào tháng 10 năm 2011. Nhiệt độ thấp nhất gần đây tại Filton là -10,1 °C (13,8 °F) vào tháng 12 năm 2010. Mặc dù các thành phố lớn nói chung trải qua hiệu ứng đảo nhiệt đô thị, với nhiệt độ ấm hơn so với các khu vực nông thôn xung quanh, hiện tượng này là tối thiểu ở Bristol.
| Dữ liệu khí hậu của Filton (87 m asl) 1981–2010 7,5 kilômét (4,7 mi) from Bristol | Dữ liệu khí hậu của Filton (87 m asl) 1981–2010 7,5 kilômét (4,7 mi) from Bristol | Dữ liệu khí hậu của Filton (87 m asl) 1981–2010 7,5 kilômét (4,7 mi) from Bristol | Dữ liệu khí hậu của Filton (87 m asl) 1981–2010 7,5 kilômét (4,7 mi) from Bristol | Dữ liệu khí hậu của Filton (87 m asl) 1981–2010 7,5 kilômét (4,7 mi) from Bristol | Dữ liệu khí hậu của Filton (87 m asl) 1981–2010 7,5 kilômét (4,7 mi) from Bristol | Dữ liệu khí hậu của Filton (87 m asl) 1981–2010 7,5 kilômét (4,7 mi) from Bristol | Dữ liệu khí hậu của Filton (87 m asl) 1981–2010 7,5 kilômét (4,7 mi) from Bristol | Dữ liệu khí hậu của Filton (87 m asl) 1981–2010 7,5 kilômét (4,7 mi) from Bristol | Dữ liệu khí hậu của Filton (87 m asl) 1981–2010 7,5 kilômét (4,7 mi) from Bristol | Dữ liệu khí hậu của Filton (87 m asl) 1981–2010 7,5 kilômét (4,7 mi) from Bristol | Dữ liệu khí hậu của Filton (87 m asl) 1981–2010 7,5 kilômét (4,7 mi) from Bristol | Dữ liệu khí hậu của Filton (87 m asl) 1981–2010 7,5 kilômét (4,7 mi) from Bristol | Dữ liệu khí hậu của Filton (87 m asl) 1981–2010 7,5 kilômét (4,7 mi) from Bristol |
| Tháng                                                                             | 1                                                                                 | 2                                                                                 | 3                                                                                 | 4                                                                                 | 5                                                                                 | 6                                                                                 | 7                                                                                 | 8                                                                                 | 9                                                                                 | 10                                                                                | 11                                                                                | 12                                                                                | Năm                                                                               |
| --------------------------------------------------------------------------------- | --------------------------------------------------------------------------------- | --------------------------------------------------------------------------------- | --------------------------------------------------------------------------------- | --------------------------------------------------------------------------------- | --------------------------------------------------------------------------------- | --------------------------------------------------------------------------------- | --------------------------------------------------------------------------------- | --------------------------------------------------------------------------------- | --------------------------------------------------------------------------------- | --------------------------------------------------------------------------------- | --------------------------------------------------------------------------------- | --------------------------------------------------------------------------------- | --------------------------------------------------------------------------------- |
| Trung bình ngày tối đa °C (°F)                                                    | 7.8 (46.0)                                                                        | 7.9 (46.2)                                                                        | 10.5 (50.9)                                                                       | 13.3 (55.9)                                                                       | 16.6 (61.9)                                                                       | 19.6 (67.3)                                                                       | 21.5 (70.7)                                                                       | 21.2 (70.2)                                                                       | 18.6 (65.5)                                                                       | 14.5 (58.1)                                                                       | 10.6 (51.1)                                                                       | 8.0 (46.4)                                                                        | 14.2 (57.6)                                                                       |
| Tối thiểu trung bình ngày °C (°F)                                                 | 2.2 (36.0)                                                                        | 1.9 (35.4)                                                                        | 3.7 (38.7)                                                                        | 5.0 (41.0)                                                                        | 8.1 (46.6)                                                                        | 11.1 (52.0)                                                                       | 13.2 (55.8)                                                                       | 13.0 (55.4)                                                                       | 10.8 (51.4)                                                                       | 8.1 (46.6)                                                                        | 4.8 (40.6)                                                                        | 2.5 (36.5)                                                                        | 7.0 (44.6)                                                                        |
| Lượng Giáng thủy trung bình mm (inches)                                           | 82.3 (3.24)                                                                       | 53.8 (2.12)                                                                       | 58.6 (2.31)                                                                       | 49.3 (1.94)                                                                       | 62.3 (2.45)                                                                       | 55.2 (2.17)                                                                       | 54.6 (2.15)                                                                       | 64.2 (2.53)                                                                       | 68.0 (2.68)                                                                       | 85.4 (3.36)                                                                       | 82.6 (3.25)                                                                       | 85.9 (3.38)                                                                       | 802.1 (31.58)                                                                     |
| Số giờ nắng trung bình tháng                                                      | 58.5                                                                              | 74.8                                                                              | 112.7                                                                             | 170.8                                                                             | 199.6                                                                             | 214.7                                                                             | 217.7                                                                             | 201.8                                                                             | 149.9                                                                             | 104.8                                                                             | 69.1                                                                              | 52.7                                                                              | 1.627                                                                             |
| Nguồn: Met Office                                                                 |                                                                                   |                                                                                   |                                                                                   |                                                                                   |                                                                                   |                                                                                   |                                                                                   |                                                                                   |                                                                                   |                                                                                   |                                                                                   |                                                                                   |                                                                                   |

| Dữ liệu khí hậu của Bristol Weather Centre (11 m asl) 1971–2000 | Dữ liệu khí hậu của Bristol Weather Centre (11 m asl) 1971–2000 | Dữ liệu khí hậu của Bristol Weather Centre (11 m asl) 1971–2000 | Dữ liệu khí hậu của Bristol Weather Centre (11 m asl) 1971–2000 | Dữ liệu khí hậu của Bristol Weather Centre (11 m asl) 1971–2000 | Dữ liệu khí hậu của Bristol Weather Centre (11 m asl) 1971–2000 | Dữ liệu khí hậu của Bristol Weather Centre (11 m asl) 1971–2000 | Dữ liệu khí hậu của Bristol Weather Centre (11 m asl) 1971–2000 | Dữ liệu khí hậu của Bristol Weather Centre (11 m asl) 1971–2000 | Dữ liệu khí hậu của Bristol Weather Centre (11 m asl) 1971–2000 | Dữ liệu khí hậu của Bristol Weather Centre (11 m asl) 1971–2000 | Dữ liệu khí hậu của Bristol Weather Centre (11 m asl) 1971–2000 | Dữ liệu khí hậu của Bristol Weather Centre (11 m asl) 1971–2000 | Dữ liệu khí hậu của Bristol Weather Centre (11 m asl) 1971–2000 |
| Tháng                                                           | 1                                                               | 2                                                               | 3                                                               | 4                                                               | 5                                                               | 6                                                               | 7                                                               | 8                                                               | 9                                                               | 10                                                              | 11                                                              | 12                                                              | Năm                                                             |
| --------------------------------------------------------------- | --------------------------------------------------------------- | --------------------------------------------------------------- | --------------------------------------------------------------- | --------------------------------------------------------------- | --------------------------------------------------------------- | --------------------------------------------------------------- | --------------------------------------------------------------- | --------------------------------------------------------------- | --------------------------------------------------------------- | --------------------------------------------------------------- | --------------------------------------------------------------- | --------------------------------------------------------------- | --------------------------------------------------------------- |
| Trung bình ngày tối đa °C (°F)                                  | 7.5 (45.5)                                                      | 7.4 (45.3)                                                      | 10.1 (50.2)                                                     | 12.7 (54.9)                                                     | 16.5 (61.7)                                                     | 18.9 (66.0)                                                     | 22.0 (71.6)                                                     | 21.0 (69.8)                                                     | 18.4 (65.1)                                                     | 14.7 (58.5)                                                     | 10.5 (50.9)                                                     | 8.9 (48.0)                                                      | 14.1 (57.4)                                                     |
| Tối thiểu trung bình ngày °C (°F)                               | 3.8 (38.8)                                                      | 2.9 (37.2)                                                      | 4.9 (40.8)                                                      | 5.6 (42.1)                                                      | 9.0 (48.2)                                                      | 11.9 (53.4)                                                     | 14.3 (57.7)                                                     | 14.0 (57.2)                                                     | 12.0 (53.6)                                                     | 9.7 (49.5)                                                      | 6.3 (43.3)                                                      | 5.3 (41.5)                                                      | 8.3 (46.9)                                                      |
| Lượng Giáng thủy trung bình mm (inches)                         | 73 (2.9)                                                        | 48 (1.9)                                                        | 51 (2.0)                                                        | 52 (2.0)                                                        | 54 (2.1)                                                        | 64 (2.5)                                                        | 64 (2.5)                                                        | 52 (2.0)                                                        | 50 (2.0)                                                        | 59 (2.3)                                                        | 52 (2.0)                                                        | 59 (2.3)                                                        | 626.8 (24.68)                                                   |
| Nguồn: MeteoFrance                                              |                                                                 |                                                                 |                                                                 |                                                                 |                                                                 |                                                                 |                                                                 |                                                                 |                                                                 |                                                                 |                                                                 |                                                                 |                                                                 |